# Erythrococca zambesiaca
Erythrococca zambesiaca är en törelväxtart som beskrevs av David Prain. Erythrococca zambesiaca ingår i släktet Erythrococca och familjen törelväxter. Inga underarter finns listade i Catalogue of Life.